# Nada (dźwięk)
Nada (nāda, dźwięk) - subtelny wewnętrzny dźwięk, 
forma fonicznej energii przejawionej przez śakti, 
dźwięk nadzmysłowy. 
Termin stosowany w obrębie filozofii indyjskiej, jogi i szerzej w odniesieniu do efektów praktyk ascetycznych (w tym w tantryzmie). 
Nada jako subtelny wewnętrzny rezonans, staje się obiektem możliwym do doświadczenia przez adepta dyscypliny duchowej (sadhaka), gdy ten dostatecznie oczyści subtelne kanały (nadi) i doprowadzi do odpowiednio intensywnego przepływu przez nie energii wewnętrznej (prana) .